# Werner von Hoven
Werner von Hoven (* 19. März 1904; † 15. Januar 1965) war ein deutscher Wirtschaftsfunktionär.

## Leben und Wirken

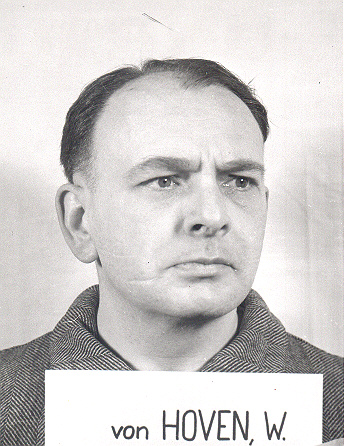
Werner von Hoven als Zeuge während der Nürnberger Prozesse.

Nach dem Schulbesuch studierte von Hoven Rechtswissenschaften. Anschließend absolvierte er den Juristischen Vorbereitungsdienst. 1928 legte er in Würzburg seine von Friedrich Oetker betreute Dissertation vor, die sich mit dem Thema Kuppelei befasste. In den 1930er Jahren trat er in den Flick-Konzern ein, in dem er Führungsposten bekleidete.
Während des Zweiten Weltkriegs war von Hoven als Prokurist und Leiter der sozialwirtschaftlichen Abteilung der Maxhütte für die Rekrutierung und den Einsatz von Kriegsgefangenen und Fremdarbeitern, darunter zahlreiche Zwangsarbeiter, in diesem Zweig des Flick-Konzerns verantwortlich.
Bei Kriegsende geriet von Hoven in amerikanische Kriegsgefangenschaft. In den Folgejahren wurde er in Nürnberg interniert und in den Nürnberger Prozessen als Zeuge verwendet. 1946 wurde er wegen seiner Rolle beim Zwangsarbeitereinsatz in der Maxhütte als einer der möglichen Kandidaten für den damals in der Vorbereitung befindlichen Flick-Prozess ins Auge gefasst, bei dem der Einsatz von „Sklavenarbeitern“ einen Hauptanklagepunkt bildete.
Im Taschenbuch des öffentlichen Lebens ist von Hoven in der Nachkriegszeit bis 1960 als Hauptgeschäftsführer des Bayerischen Berg- und Hüttenmännischer Verein e.V. verzeichnet.
Von Hoven starb 1965 im Alter von 60 Jahren. Er wurde in der Familiengrabstätte auf dem Hauptfriedhof in Ludwigshafen am Rhein beigesetzt.

## Schriften
- Die Kuppelei ([Paragraph] 180 und 181 St.G.B.) mit besonderer Berücksichtigung der Entwürfe, 1928. (Dissertation)